# Хіхон
Хіхон (ісп. Gijón, аст. Xixón) — прибережне промислове місто та муніципалітет в Астурії, Іспанія. Порт міста є одним з найбільших на півночі Іспанії. Населення міста становить приблизно 280 000 чоловік. Місто розташоване у центрі Астурійського узбережжя. Частина Хіхону лежить на півострові Сімадевійя. Клімат досить помірний, атлантичний. Зими зазвичай дощові та вітряні, іноді випадає сніг. Досить висока вологість.

## Географія
Місто розташоване на відстані близько 380 км на північний захід від Мадрида, 22 км на північний схід від Ов'єдо.

## Історія
Люди селилися на теренах теперішнього Хіхону з найдавніших часів. У текстах раннього середньовіччя місто згадується під назвою Хіхія (Gigia). Це було важливе провінційне римське місто. Назва спочатку використовувалась для позначення невеликого півострова, тепер півострів Сімадевійя (Cimadevilla), буквально «верх поселення(маєтку)», між двома пляжами, один з яких сьогодні має рекреаційний порт. Головний порт, один з найбільших на півночі Іспанії, що називається El Musel.

## Демографія
Динаміка населення (INE ):

## Парафії
Муніципалітет Хіхон складається з таких парафій
1. Бальдорнон
2. Бернуесес
3. Вега
4. Верінья
5. Гранда
6. Дева
7. Кабуеньєс
8. Кальдонес
9. Лавандера
10. Леоріо
11. Ла-Педрера
12. Порсейо
13. Поаго
14. Росес
15. Руедес
16. Сантуріо
17. Сан-Андрес-де-лос-Таконес
18. Серін
19. Сенеро
20. Соміо
21. Треманьєс
22. Уерсес
23. Фано
24. Фресно
25. Хове
26. Хіхон

## Освіта
- В муніципалітети розташований кампус Ов'єдоського університету.

## Уродженці
- Луїс Енріке (*1970) — футбольний тренер та колишній футболіст збірної Іспанії
- Іван Іглесіас (*1971) — іспанський футболіст, півзахисник.

- Начо Касес (*1987) — іспанський футболіст, півзахисник.
- Хуан Муньїс (*1992) — іспанський футболіст, півзахисник.
- Хуан Агустін Сеан Бермудес (1749-1829) — іспанський художник.

## Галерея зображень

Розташування муніципалітету
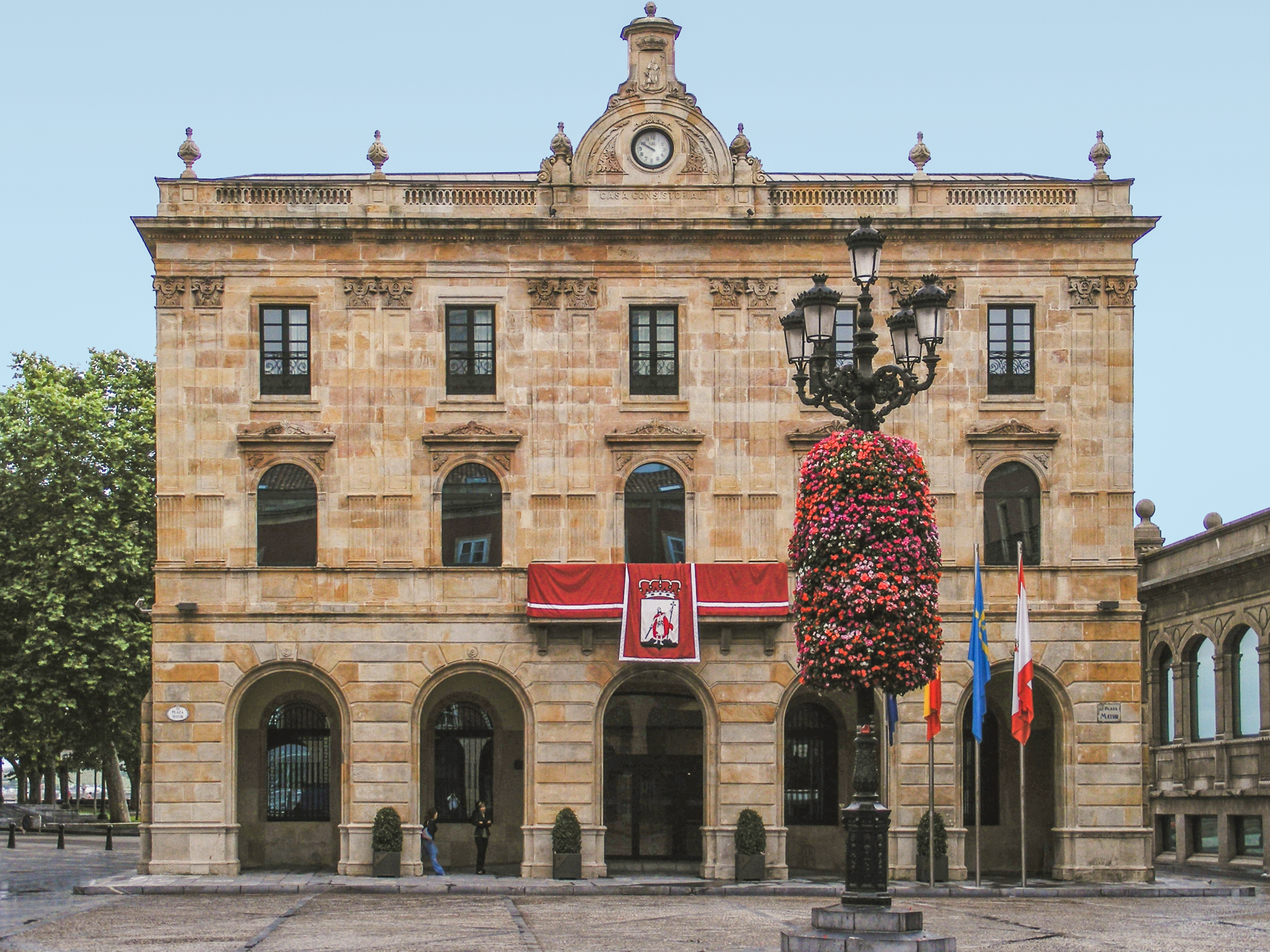
Муніципальна рада
- Хіхон
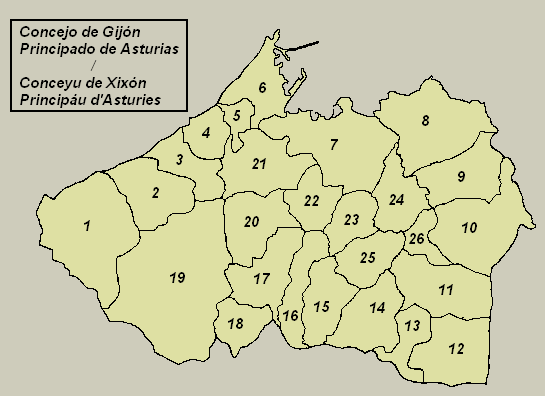
Карта паррокій муніципалітету Хіхон
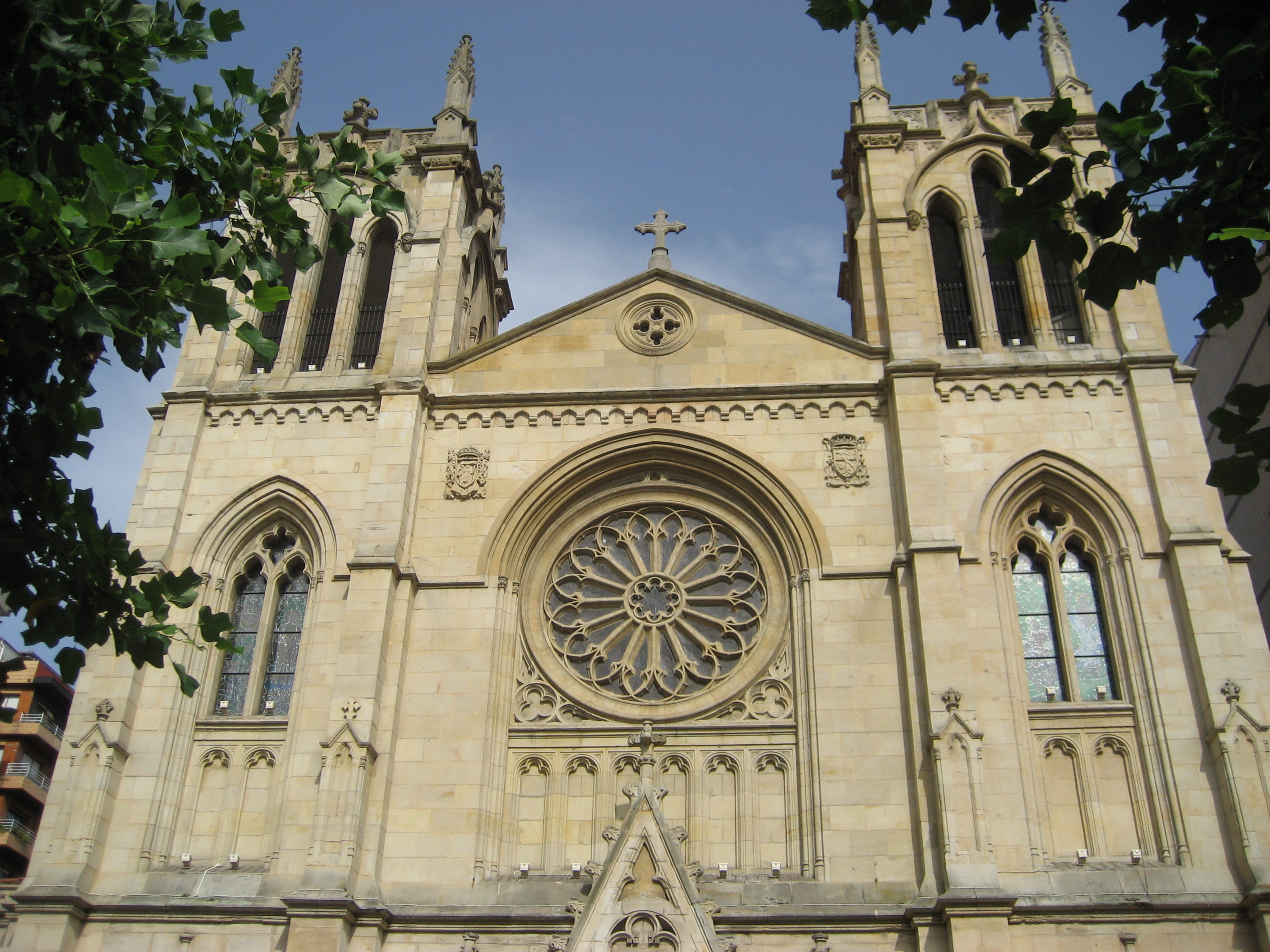
Церква Сан-Лоренсо